# Свиницки манастир
Свиницкият манастир „Свети Атанасий“ (на гръцки: Μονή Αγίου Αθανασίου Σφηνίσσης) е православен женски манастир в Кипсели, дем Александрия, област Централна Македония, Гърция. Аминистративно принадлежи към Берска, Негушка и Камбанийска епархия.

## География
Разположен е на десния бряг на Бистрица (Алиакмонас), южно от село Кипсели и носи името на изчезналото село Свиница.

## История
Манастирът е основан в средата на XVIII век. В 1822 година по време на Негушкото въстание е разрушен. По-късно е възстановен. По време на Гръцката пропаганда в Македония е база на гръцките андарти. След Малоазийската катастрова в 1922 година е сиропиталище за сираците бежанци. Манастирът пострадва от земетресението в 1928 година. Възстановяването на манастира започва в 1950-те години. Манастирът е ограден от висока стена, напомняйки на византийска крепост.
След 1923 година манастирът се използва за сиропиталище за бежански деца. В 1928 година манастирът има 102 деца и 30 души персонал.
| Година    | 1913 | 1920 | 1928 | 1940 | 1951 | 1961 | 1971 | 1981 | 1991 | 2001 | 2011 | 2021 |
| --------- | ---- | ---- | ---- | ---- | ---- | ---- | ---- | ---- | ---- | ---- | ---- | ---- |
| Население |      |      | 132  | 11   | 5    | 4    | 1    | 2    | 1    | 5    | 0    |      |